# Specerij
Een specerij is een natuurlijke aromatische plantaardige stof die smaak aan eten geeft. Het kan aan voedsel worden toegevoegd als smaakmaker en geurmiddel.

## Verschil met kruiden
Specerijen en kruiden zijn beide plantaardig. Het verschil tussen de twee is niet vastomlijnd.  Met kruid wordt meestal verwezen naar een smaakmaker afkomstig van een kleine groene plant. Zulke planten groeien vaker in gematigde klimaten en voornamelijk het bladgroen en stengels worden gebruikt als smaakmaker. Met specerij wordt meestal verwezen naar een smaakmaker uit andere, voornamelijk tropische klimaten. Van deze planten worden ook de bloemknoppen, meeldraden, zaadjes, vruchten, bast, en wortelstok gebruikt.
Voorbeelden van specerijen zijn:
- Anijs (zaad)
- Fenegriek (zaad)
- Foelie (zaadmantel)
- Geelwortel (wortelstok)
- Gember (wortelstok)
- Jeneverbes (vrucht)
- Kaneel (bast)
- Kardemom (zaad)
- Karwij (zaad)
- Komijn (zaad)
- Koriander (vrucht)
- Kruidnagel (bloemknop)
- Maanzaad (zaad)
- Mosterd (zaad)
- Nigella (zaad)
- Nootmuskaat (zaad)
- Peper (vrucht)
- Piment (vrucht)
- Saffraan (meeldraad)
- Venkel (zaad)

## Specerijenhandel
In de oudheid en middeleeuwen vormden de oosterse specerijen een belangrijk handelsartikel. De specerijen waren destijds in de keuken zeer gewild als smaakstoffen en conserveringsmiddelen. Ook schreef men er geneeskrachtige werkingen aan toe. Door hun schaarste waren specerijen ultieme luxe producten voor de elite van de westerse rijken. Met de opkomst van de zeevaart ontdekten de West-Europese zeevaarders de aromatische plantdelen uit andere werelddelen met veelal een warmer klimaat die via de specerijenhandel de al bekende kruiden aanvulden. Een netwerk van handelsroutes verbond ver van elkaar gelegen gebieden in Europa en Azië met elkaar waarlangs ook kennis en ideeën werden uitgewisseld.

## Foto's

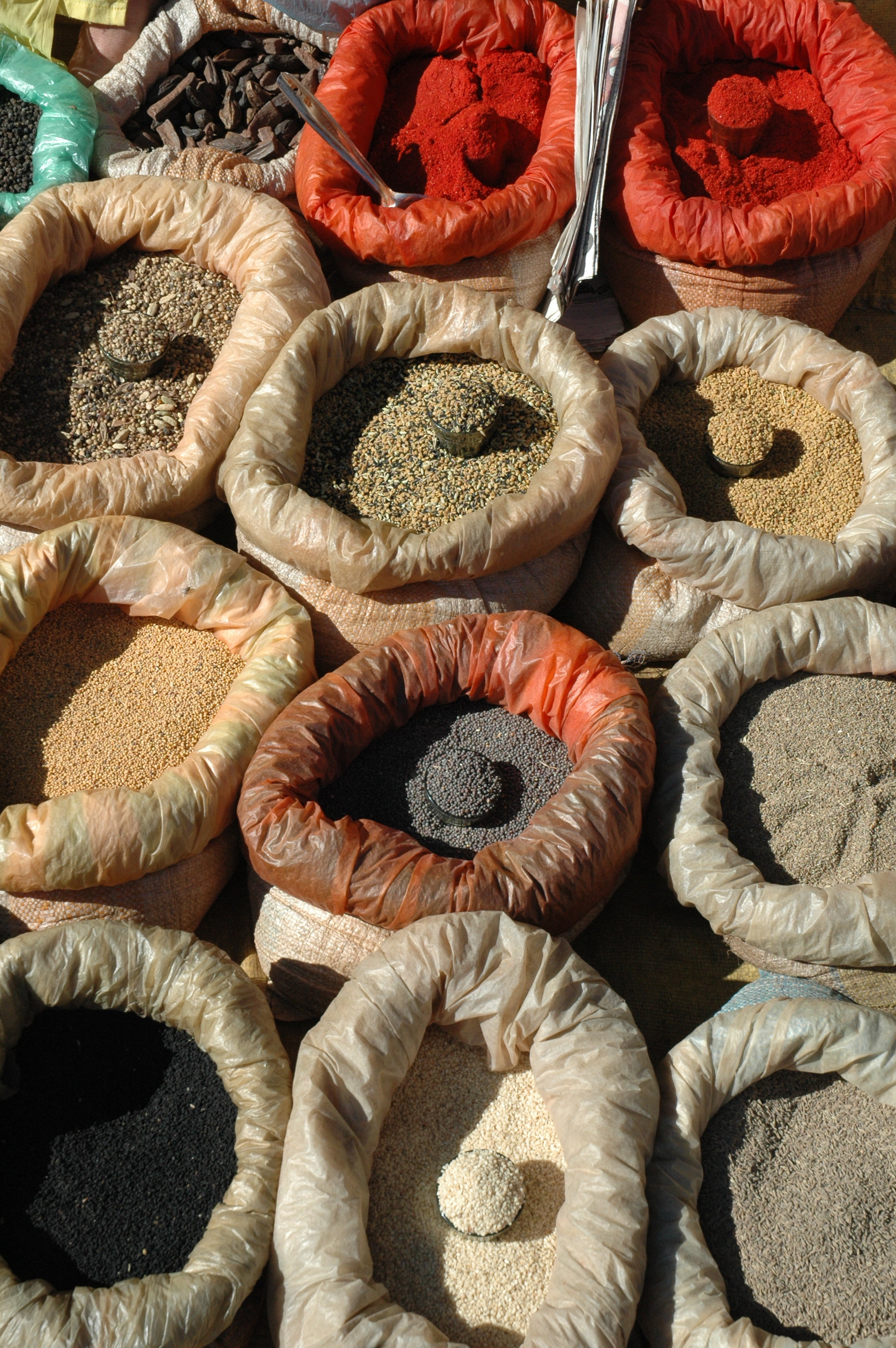
India
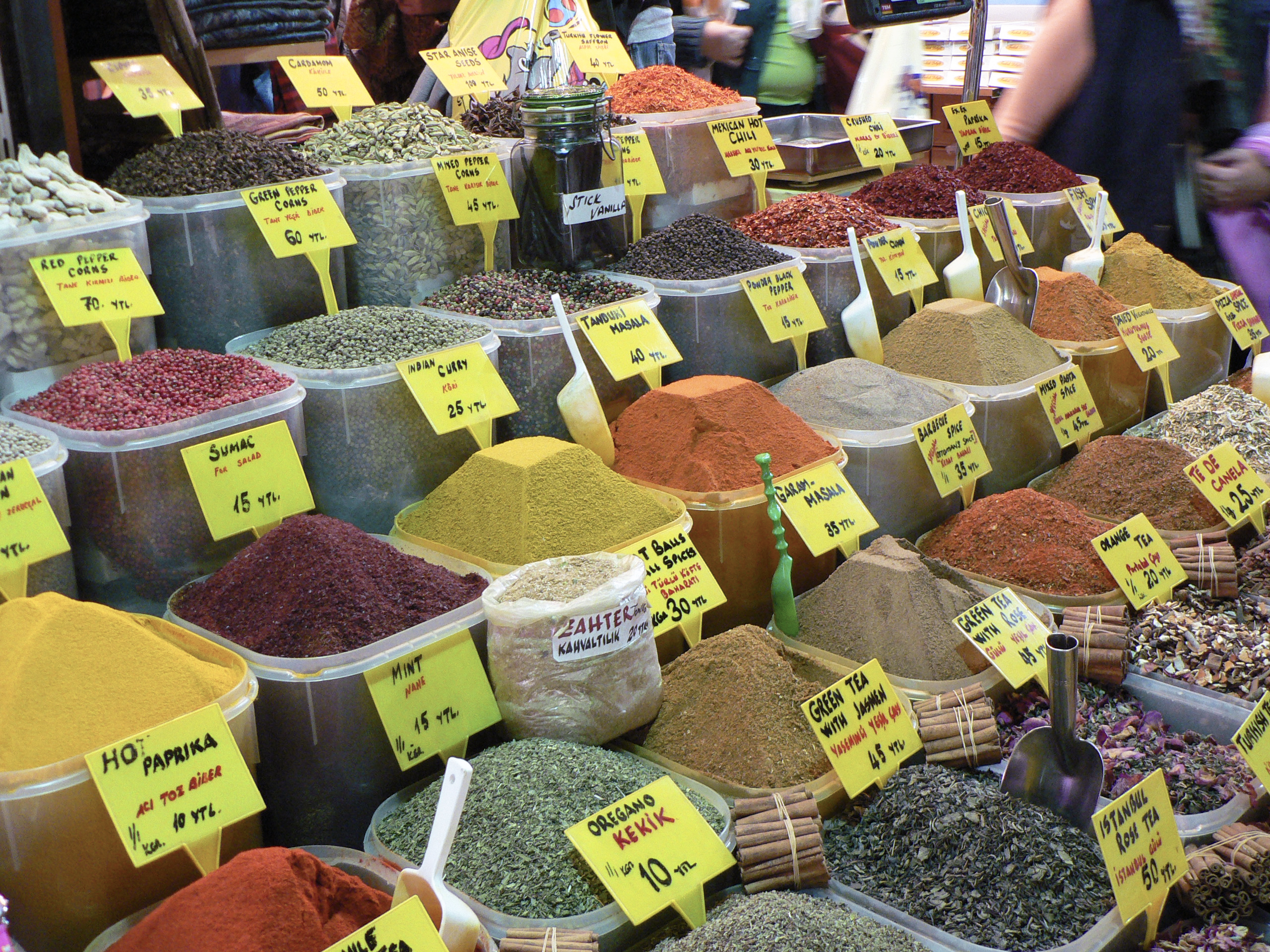
Turkije
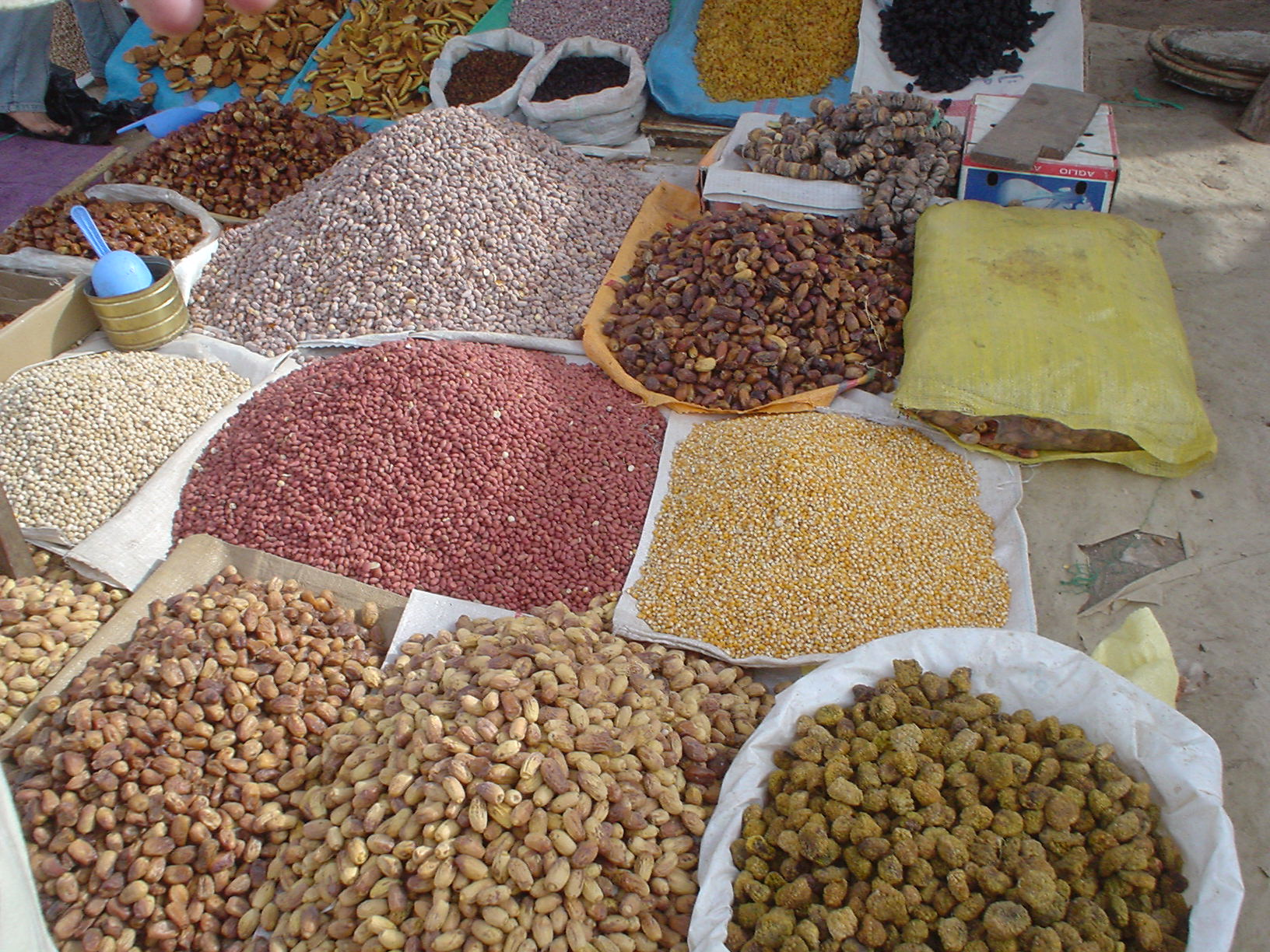
Marokko